# 森ノ里信義
森ノ里 信義（もりのさと のぶよし、1924年1月31日 - 2003年2月5日）は、高砂部屋に所属した元力士。元年寄・尾上。本名は秋月 信義（あきづき のぶよし）（旧姓福田）。北海道茅部郡出身。173cm、81kg。最高位は東十両10枚目。得意技は諸差し、右四つ、寄り、上手投げ。

## 経歴
高等科を中途退学した後に父を手伝って漁業に従事した。1939年8月に周囲に勧められて宮相撲に出場すると5人抜きを果たしたので、祖父に相撲部屋の入門を勧められて高砂部屋に入門した。
1940年1月場所に初土俵。1944年5月に応召し、輜重兵として満州の第4393部隊に所属した。終戦後はハバロフスク第一収容所に捕虜として抑留され、将官収容所で将官達に相撲などの運動をさせたり世話をする役を務めた。1949年11月に復員し、1950年5月場所に三段目格で土俵へ復帰した。復帰後は日の出の勢いで番付を上げ、1952年5月場所に十両昇進。1957年3月場所に引退し、年寄・尾上を襲名したが1962年3月場所限りで廃業した。
廃業後は横浜市港北区で「信栄鍍金工業株式会社」を経営しながら日本相撲甚句会の師範を務め、全国各所で相撲甚句を指導した。

## エピソード
子供の頃から歌唱や演奏が好きだったので相撲甚句がうまく、声量も非常に豊かでマイクロフォンがなかった時代に露天相撲場の外へも声が響いた程だった。レコードにも録音したが、これも好評を博した。

## 主な成績
- 通算成績：226勝217敗16休 勝率.510
- 十両成績：137勝152敗11休 勝率.474
- 現役在位：37場所
- 十両在位：20場所

### 場所別成績
| 1940年 （昭和15年） | （前相撲）         | x                        | 新序 1–2           | x                   |
| 1941年 （昭和16年） | 東序ノ口14枚目 6–2 | x                        | 西序二段29枚目 3–5 | x                   |
| 1942年 （昭和17年） | 東序二段41枚目 4–4 | x                        | 東序二段20枚目 6–2 | x                   |
| 1943年 （昭和18年） | 西三段目45枚目 4–4 | x                        | 西三段目32枚目 6–2 | x                   |
| 1944年 （昭和19年） | 西幕下50枚目 6–2   | x                        | 西幕下15枚目 0–5   | 西三段目2枚目 0–0–5 |
| 1945年 （昭和20年） | x                  | x                        | x                  | x                   |
| 1946年 （昭和21年） | x                  | x                        | x                  | x                   |
| 1947年 （昭和22年） | x                  | x                        | x                  | x                   |
| 1948年 （昭和23年） | x                  | x                        | x                  | x                   |
| 1949年 （昭和24年） | x                  | x                        | x                  | x                   |
| 1950年 （昭和25年） | x                  | x                        | 西三段目 10–5      | 東幕下19枚目 10–5   |
| 1951年 （昭和26年） | 東幕下8枚目 7–8    | x                        | 西幕下9枚目 6–9    | 東幕下12枚目 11–4   |
| 1952年 （昭和27年） | 西幕下筆頭 9–6     | x                        | 西十両14枚目 7–8   | 西十両15枚目 10–5   |
| 1953年 （昭和28年） | 東十両10枚目 8–7   | 東十両11枚目 5–10        | 西十両16枚目 7–8   | 西十両17枚目 7–8    |
| 1954年 （昭和29年） | 東十両18枚目 9–6   | 西十両11枚目 8–7         | 東十両11枚目 7–8   | 東十両14枚目 7–8    |
| 1955年 （昭和30年） | 東十両15枚目 6–9   | 東十両19枚目 7–8         | 東十両20枚目 8–7   | 西十両16枚目 7–8    |
| 1956年 （昭和31年） | 東十両17枚目 7–8   | 西十両18枚目 7–8         | 東十両19枚目 8–7   | 東十両17枚目 7–8    |
| 1957年 （昭和32年） | 西十両17枚目 5–10  | 西十両22枚目 引退 0–4–11 | x                  | x                   |
| 各欄の数字は、「勝ち-負け-休場」を示す。 優勝 引退 休場 十両 幕下 三賞：敢=敢闘賞、殊=殊勲賞、技=技能賞 その他：★=金星 番付階級：幕内 - 十両 - 幕下 - 三段目 - 序二段 - 序ノ口 幕内序列：横綱 - 大関 - 関脇 - 小結 - 前頭（「#数字」は各位内の序列） |                    |                          |                    |                     |

## 改名歴
- 森ノ里 信義（もりのさと のぶよし）1940年1月場所 - 1953年1月場所
- 森ノ里 治義（もりのさと はるよし）1953年3月場所 - 1955年3月場所
- 森ノ里 信義（もりのさと のぶよし）1955年5月場所 - 1957年3月場所

## 年寄変遷
- 尾上 信義（おのうえ のぶよし）1957年3月 - 1962年3月